# Galería Nacional de Arte (Honduras)
La Galería Nacional de Arte de Honduras es un museo en el que se almacenan, preservan y muestran diferentes creaciones artistícas realizadas en el territorio de la actual Honduras, donde se muestran obras de arte rupestre, escultura y cerámica precolombina, arte colonial y contemporáneo.
Se inauguró en 1996 en el Convento La Merced de Tegucigalpa, trasladándose en 2014 a Comayagua. En 2017 se trasladó nuevamente a la ciudad de Tegucigalpa al edificio del Correo Nacional de Honduras.

## Historia
La Galería Nacional de Arte fue inaugurada el 31 de julio de 1996 por la Fundación Pro Arte y Cultura (Fundarte) y es depositaria del patrimonio artístico nacional, teniendo por objetivo el fortalecimiento de la identidad nacional y la construcción de ciudadanía a través de la revalorización de lo patrimonial - artístico.

### Sede Comayagua
En junio de 2013 se trasladó la sede a la ciudad de Comayagua, en el edificio colonial Caxa Real, construido entre 1739 y 1741 por Baltazar Maradiaga, cuenta en la entrada principal con un dintel con la inscripción "Reinando Don Felipe V y Doña Isabel Farnecio, Reyes de España y de estas Indias, hicieron esta obra de la Caxa Real, sus oficiales Reales, de orden del muy Ilustrísimo Señor Don Pedro de Rivera Villalon, Mariscal de Campo de los Reales Ejércitos, Gobernador y Capitan de esta Provincia, el Teniente coronel Don Francisco de Parga".
En 1809 un terremoto le causó graves daños al inmueble, aunque se restauró y posteriormente fue destinado para uso como la Casa de Gobierno. En 1840, sin embargo, el inmueble vuelve a sufrir un incidente con un incendio que causa mucha destrucción. En el 2013 es reconstruida y abierta al público, como la Galería Nacional de Arte y cerrando esta sede de Comayagua en marzo del 2015.

### Sede San Pedro Sula
En  2015 se trasladó la Galería otra vez a Tegucigalpa, inaugurándose otra sede en el municipio de San Pedro Sula, el 16 de julio de ese año.
El 26 de noviembre de 2016 se inaugura una sede en Tegucigalpa "Tres Salas Tres Generaciones" y el 26 de octubre de 2017 se inaugura el Jardín Escultórico de mi País, con obras de 25 artistas nacionales.

## Salas
- Sala I: Sala de Escultura.
- Sala II: Sala Maestro Ruiz Matute.
- Sala III: Sala exposición de monedas de plata.
- Sala IV: Sala del Retrato.
- Sala V: Salas temporales.

- Pinacoteca. Sala en la que se preservan las pinturas mientras no están en exposición.

## Presupuesto
La Galería Nacional de Arte cuenta con un presupuesto el cual es invertido en programas de patrocinio de visitas a la Galería de Niños y Niñas de bajos recursos y de alto riesgo social, así como en le mantenimiento de la obra artística, En el 2013 se atendieron 20,000 visitas, de las cuales 5,000 fueron patrocinadas, en el 2014 pretenden continuar con este programa gracias al apoyo de la empresa privada y ciudadanos comprometidos con la cultura y la educación.